# The House of Love (álbum de 1988)
The House of Love es el primer álbum de estudio de la banda británica de rock alternativo del mismo nombre. Publicado a mediados de mayo de 1988 por Creation Records, el álbum se convirtió en un éxito de crítica, apareciendo en muchas listas de críticos de 1988, tales como NME, Melody Maker y Sounds.

## Antecedentes
El álbum fue grabado después de la partida del miembro fundador Andrea Heukamp, quien había tocado en los primeros sencillos de la banda. Su única aparición en el álbum fue tocando la guitarra y cantando coros en la canción «Christine» (la primera canción que el líder del grupo Guy Chadwick había escrito para The House of Love y que inspiró el modelo original de la formación y el estilo de la banda). Aunque la separación fue amistosa, Chadwick comentaría más tarde: “Perder a Andrea Heukamp fue un gran golpe para mí: me encantaba su voz y me encantaba que tocara, era fácilmente tan importante como Pete [Evans], Terry [Bickers] o Chris [Groothuizen]”.
A pesar de la pérdida de Heukamp, los cuatro miembros restantes continuaron con la grabación del álbum debut. El único sencillo que aparecería en el álbum fue «Christine»: sorprendentemente, ninguno de los dos primeros sencillos de la banda («Shine On» y «Real Animal») fueron incluidos. En cambio, la banda se basó en otras canciones que Chadwick había creado. Estos incluyeron «Touch Me», que fue la primera canción que Chadwick había escrito (y que, en 2007, siguió siendo su favorita), «Man to Child» (que surgió de sus ansiedades sobre “sentirse viejo a la edad de 26”) y «Road» (escrito sobre sus experiencias y sentimientos de alienación en la escena de la ocupación en cuclillas después de su mudanza a Londres desde Midlands). «Love in a Car» se basó en “una aventura que duró demasiado”, mientras que «Hope» y «Sulphur» se basaron en el primer matrimonio fallido de Chadwick (él describiría las canciones como “la única cosa positiva que salió de ahí”).
Aunque las sesiones de grabación del álbum se completaron en poco más de una semana, las sesiones de mezcla – supuestamente impulsadas por el uso abundante de LSD – resultaron más problemáticas, ya que el productor Pat Collier se ocupó de la mezcla final después de desacuerdos dentro de la banda. El álbum fue precedido por el lanzamiento de «Christine» como sencillo en abril de 1988, que alcanzó el puesto #1 en las listas independientes. El álbum en sí fue publicado más tarde el 16 de mayo de 1988. Al igual que con la recopilación anterior de sencillos de la banda, el álbum carecía de título y solo presentaba el nombre de la banda en la carátula del disco: en consecuencia, el álbum se conoció simplemente como The House of Love. Un sencillo posterior que no pertenece al álbum, «Destroy the Heart», finalmente fue votado como sencillo del año en Festive Fifty de John Peel y se agregó al final de la siguiente edición de The House of Love (aunque se eliminó de la lista de canciones en la reedición de 2007  del álbum).

## Lista de canciones
Todas las canciones escritas y compuestas por Guy Chadwick, excepto donde esta anotado. 
| Lado uno |                |          |  |
| N.º      | Título         | Duración |  |
| 1.       | «Christine»    | 3:28     |  |
| 2.       | «Hope»         | 2:58     |  |
| 3.       | «Road»         | 3:46     |  |
| 4.       | «Sulphur»      | 3:07     |  |
| 5.       | «Man to Child» | 2:52     |  |

| Lado dos |                    |          |  |
| N.º      | Título             | Duración |  |
| 1.       | «Salome»           | 2:31     |  |
| 2.       | «Love in a Car»    | 4:01     |  |
| 3.       | «Happy»            | 2:55     |  |
| 4.       | «Fisherman's Tale» | 3:46     |  |
| 5.       | «Touch Me»         | 3:05     |  |

## Créditos y personal
Créditos adaptados desde las notas de álbum.
The House of Love
- Guy Chadwick – voz principal y coros, guitarras
- Terry Bickers – guitarra líder, coros
- Chris Groothuizen – bajo eléctrico
- Pete Evans – batería

Músicos adicionales
- Andrea Heukamp – guitarra, coros (1)

Personal técnico
- The House of Love – productor
- Pat Collier – ingeniero de audio, mezclas
- Ian O'Higgins – ingeniero de audio
- Steve Nunn – ingeniero de audio
- Tom Coyne – masterización
- Suzi Gibbons – fotografía
- John Reed – compilador (reedición)
- Keith Davey – diseño (reedición)
- Simon Murphy – remasterización (reedición)